# Saint-Caradec

Saint-Caradec este o comună în departamentul  Côtes-d'Armor, Franța. În 1 ianuarie 2022 avea o populație de 1.132 de locuitori.